# Eisenbahnunfall von Kazipet
Ein Brückeneinsturz am 27. oder 28. September 1954 bei Kazipet  verursachte den Eisenbahnunfall von Kazipet im indischen Bundesstaat Telangana, bei dem 139 Menschen starben. Über 100 wurden darüber hinaus verletzt. Fast alle Todesopfer ertranken, noch tagelang wurden Leichen flussabwärts geborgen.
Ein nach schweren Regenfällen stark angeschwollener Fluss unterspülte die Fundamente einer Stahlbrücke zwischen Secunderabad und Kazipet auf der Bahnstrecke Hyderabad–Kazipet. Die Brücke brach zusammen, als ein mit 600 Reisenden besetzter Zug von Hyderabad sie befuhr. Mehrere Wagen stürzten in den Fluss, mindestens einer wurde von der starken Strömung mitgerissen.